# Rosenhof (Speichersdorf)
Rosenhof ist ein Gemeindeteil der Gemeinde Speichersdorf im Landkreis Bayreuth (Oberfranken, Bayern). Rosenhof liegt in der Gemarkung Guttenthau.

## Lage
Der Weiler bildet mit Guttenthau im Nordwesten eine geschlossene Siedlung. Diese ist allseits von ebenen Acker- und Grünflächen umgeben. Die Kreisstraße BT 18/Kreisstraße NEW 15 führt nach Wirbenz zur Bundesstraße 22 (2,8 km nördlich) bzw. zur Staatsstraße 2184 bei Baumgartenhof (1,5 km südlich).

## Geschichte
Von 1791/92 bis 1803 unterstand Rosenhof dem preußischen Justiz- und Kammeramt Neustadt am Kulm. Am 30. Juni 1803 wurde u. a. Rosenhof an Pfalzbayern abgetreten.
Mit dem Gemeindeedikt wurde Rosenhof dem 1808 gebildeten Steuerdistrikt Guttenthau und der etwas später gebildeten Ruralgemeinde Guttenthau zugewiesen. Im Zuge der Gebietsreform in Bayern wurde Rosenhof am 1. Januar 1972 nach Speichersdorf eingemeindet.